# Eucalyptus pseudoglobulus
Eucalyptus pseudoglobulus är en myrtenväxtart som först beskrevs av Hort. och Charles Victor Naudin, och fick sitt nu gällande namn av Joseph Henry Maiden. Eucalyptus pseudoglobulus ingår i släktet Eucalyptus och familjen myrtenväxter. Inga underarter finns listade i Catalogue of Life.